# Rajgród
Rajgród è un comune urbano-rurale polacco del distretto di Grajewo, nel voivodato della Podlachia.
Ricopre una superficie di 207,16 km² e nel 2004 contava 5 615 abitanti.